# Microrégion de Recife

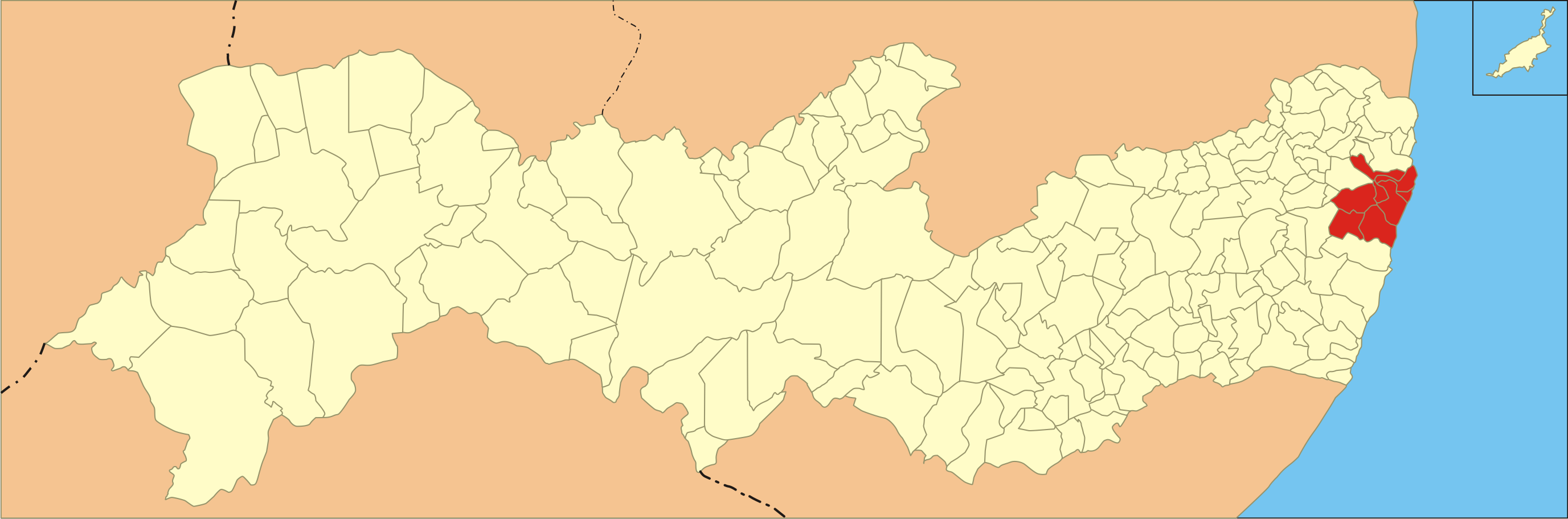
Localisation de la microrégion de Recife.

La microrégion de Recife est l'une des quatre microrégions qui subdivisent la mésorégion métropolitaine de Recife de l'État du Pernambouc au Brésil.
Elle comporte huit municipalités qui regroupaient 3 271 499 habitants après le recensement de 2007 pour une superficie totale de 1 250 km2.

## Municipalités
- Abreu e Lima
- Camaragibe
- Jaboatão dos Guararapes
- Moreno
- Olinda
- Paulista
- Recife
- São Lourenço da Mata